# Turmhügel Kettenberg
Der Turmhügel Kettenberg ist eine abgegangene mittelalterliche Höhenburg vom Typus einer Turmhügelburg (Motte) auf einem 530 m ü. NN hohen Vorsprung des Rampelberges bei Kettenberg, einem Ortsteil der Gemeinde Tittmoning im Landkreis Traunstein in Bayern. Die Anlage wird als Bodendenkmal unter der Aktennummer D-1-7942-0077 im Bayernatlas als „Turmhügel des hohen Mittelalters ("Kettenberg")“ geführt. 
Von der ehemaligen Motte mit kegelförmig abgesteiltem Kernwerk ist noch der Turmhügel und ein weitgehend verfüllter Graben erhalten. 